# JR East série 719
Pour les articles homonymes, voir Série 719.
La série 719 (719系, 719-kei) (719けいでんしゃ/719 keidensha ou 719系電車) est un type de rames automotrices électrique (EMU), exclusivement à courant alternatif, utilisées pour les services de banlieue et périurbains japonais, introduit en 1989 (Heisei 1) par la JR East, et actuellement exploitées dans la région nord de l'ile de Honshū, appelée communément le Tōhoku.

## Histoire
À la fin des années 1980 , les trains express de séries 451,453, 455 et 457 étaient principalement utilisés pour des services locaux relevant de la juridiction de la succursale JR East Sendai , mais ils rencontraient les problèmes suivants:
- Chaque voiture n'avait que deux portes, situées aux extrémités, une cloison entre la cabine et la zone passagers, les sièges étaient principalement des sièges transversaux, ce qui rendait difficile la circulation intérieure face aux embouteillages aux heures de pointes, et les aménagements devenaient obsolètes .
- Étant donné que la composition minimale du train était de trois wagons, il était difficile d'ajuster la capacité de transport de manière flexible.
- Les séries 451 et 453, fabriquées au début des années 1960, étaient devenues sérieusement obsolètes .

La série 719 a été développée dans le but d'améliorer ces problèmes.
Plus tard, avec le début de l'exploitation du Yamagata Shinkansen , la série 719-5000 a été introduite avec quelques modifications de spécifications pour les trains locaux entre Fukushima et Yamagata sur la ligne principale Ōu.

## Description

### Extérieure
Il s'agit d'une carrosserie en acier inoxydable avec trois portes par côté et une fonction semi-automatique basée sur la série 211  , mais contrairement à elle, la disposition des vitres latérales est différente , avec trois grandes fenêtres entre les portes  et les fenêtres de poche de porte se trouvent entre la salle de conduite et la porte avant . De plus, pour offrir de la vue depuis l'intérieur du véhicule, la porte avant traversante d'intercirculation et la fenêtre donnant sur la cabine du conducteur ont été agrandies vers le bas . La partie chassis et fixation du pantographe a une structure de toit basse pour s'adapter à la section étroite du tunnel de la ligne Senzan .
La formation de base est à 2 voitures ,et est de type Kumoha 719 (Mc) + type Kuha 718 (Tc') , et jusqu'à 8 formations peuvent être combinés . Elle est en plus équipée d' un dispositif de découplage automatique et d'un coupleur électrique pour faciliter la manœuvre , il peut également être combiné avec la série E721 pour un sauvetage mutuel.

### intérieure
La disposition des sièges est constituée de sièges semi-croisés (longitudinaux et transversaux), les sièges transversaux étant disposés en groupe aux extrémités des voitures. L'espacement des sièges est de 1 490 mm pour la section à quatre places et de 845 mm pour la section à deux places. En utilisant des sièges fixes, l'espacement des sièges était plus étroit que la taille standard (910 mm) pour les sièges convertibles .
L'intérieur du train utilise une palette de couleurs chaudes avec des panneaux décoratifs crème pâle, des moquettes de siège marron et un sol marron clair (la serie -5000 est de couleur crème). De plus, un pare-brise en verre sera installé à côté des portes , similaire aux séries 417 et 717-0 et 100 précédemment exploitées dans la région de Sendai .
Des toilettes de style japonais sera installée près de l'intercirculation dans la Kuha 718.

### Caractéristiques techniques
La série 719 utilise le contrôle de phase continu à thyristors ,que l'on appelle des Redresseur en France , qui a fait ses preuves dans les trains de la série 713 , pour contrôler quatre moteurs de traction à courant continu en série. Cette méthode diffère du contrôle par résistance que l'on trouve dans les véhicules électriques à courant continu et présente l'avantage de permettre une accélération douce, sans impulsions, et avec une faible perte de puissance. De plus, comme la tension peut être contrôlée sur une large plage, la tension aux bornes du moteur peut être réglée à un niveau élevé, ce qui donne une puissance nominale de 130 kilowatts par moteur.
Le redresseur du circuit principal est un système entièrement à thyristors qui n'utilise pas de diodes et, lors de l'utilisation du freinage par récupération, il fonctionne comme un onduleur qui convertit le courant continu généré par le moteur en courant alternatif injectable dans la catenaire.
Il y a un pantographe de type PS 16 par formation.

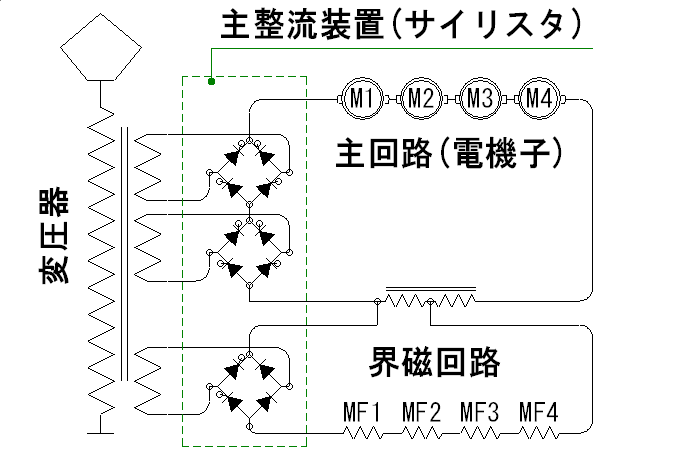
Schema electrique du circuit avec redresseurs

## Serie 719-0
Toutes les voitures de la juridiction de la succursale de Sendai (actuellement le siège social de Tohoku) (ligne principale Tohoku, ligne Rifu, ligne Senzan, ligne Ban'etsu Ouest, ligne Joban) ont été fabriquées par Tokyu Sharyo Manufacturing (J-TREC). Un total de 84 voitures, soit 42 formations de deux voitures, ont été placées au Sendai Rolling Stock Center et ont reçu les numéros H-1 à H-42.

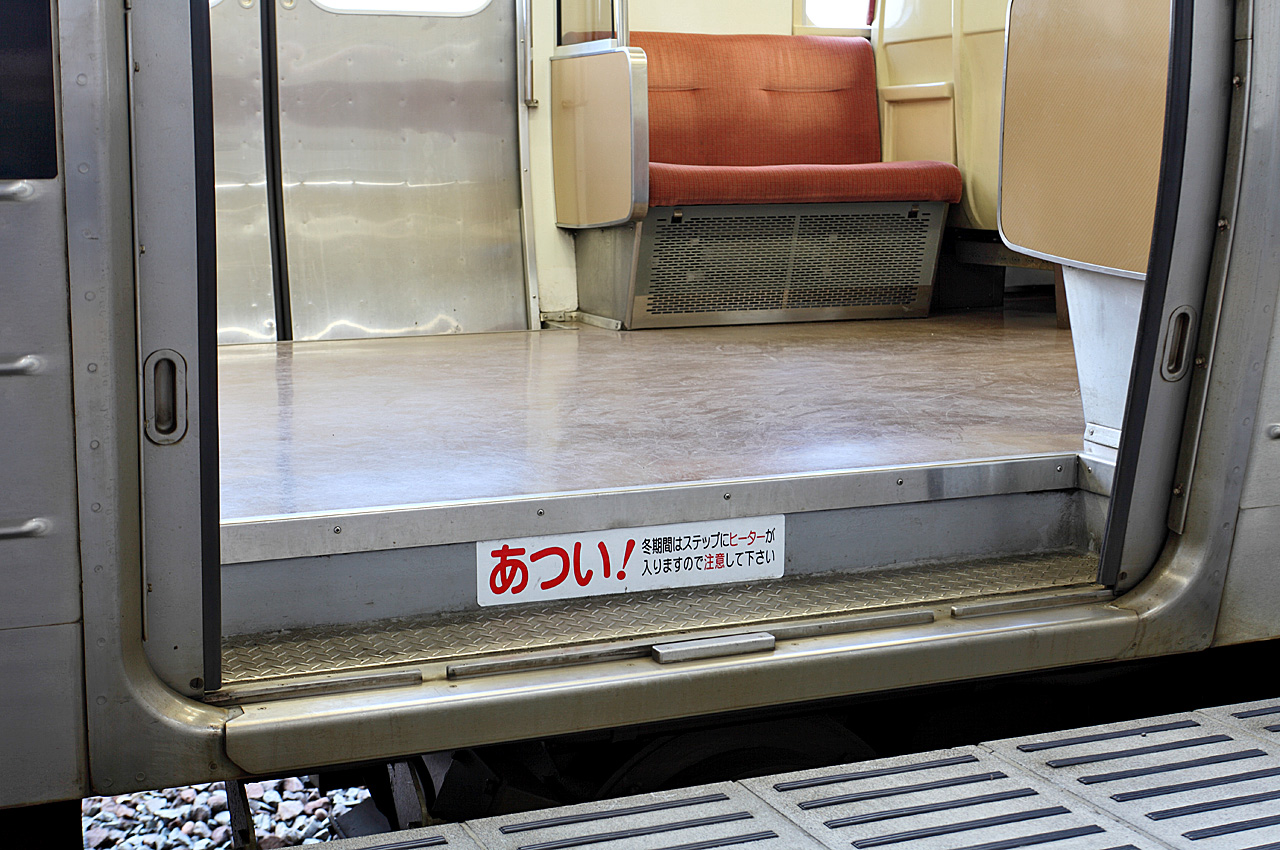
La marche pour quais bas.

La production a été complétée avec les caractéristiques suivantes :
- Les bogies sont des réemplois des types DT32 et TR69, issus de trains mis au rebut de la série 485 (en).
- Une marche a été installée sur la porte passagers pour l'exploitation sur les lignes où le quai de la gare est bas.
- Les couleurs initiales des bandes latérales de la ligne sont rouge + blanc + vert n°15 de haut en bas.
- La girouette avant du train est de type papier, la latérale est de type LED et l'affichage du numéro de train est de type « Magsign » (girouette à pastilles).
- Le pantographe est en forme de diamant, de la série PS16,  également issu de la série 485 (en) mise au rebut.
- Le dispositif de sécurité est équipé d'ATS-S N[Quoi ?].

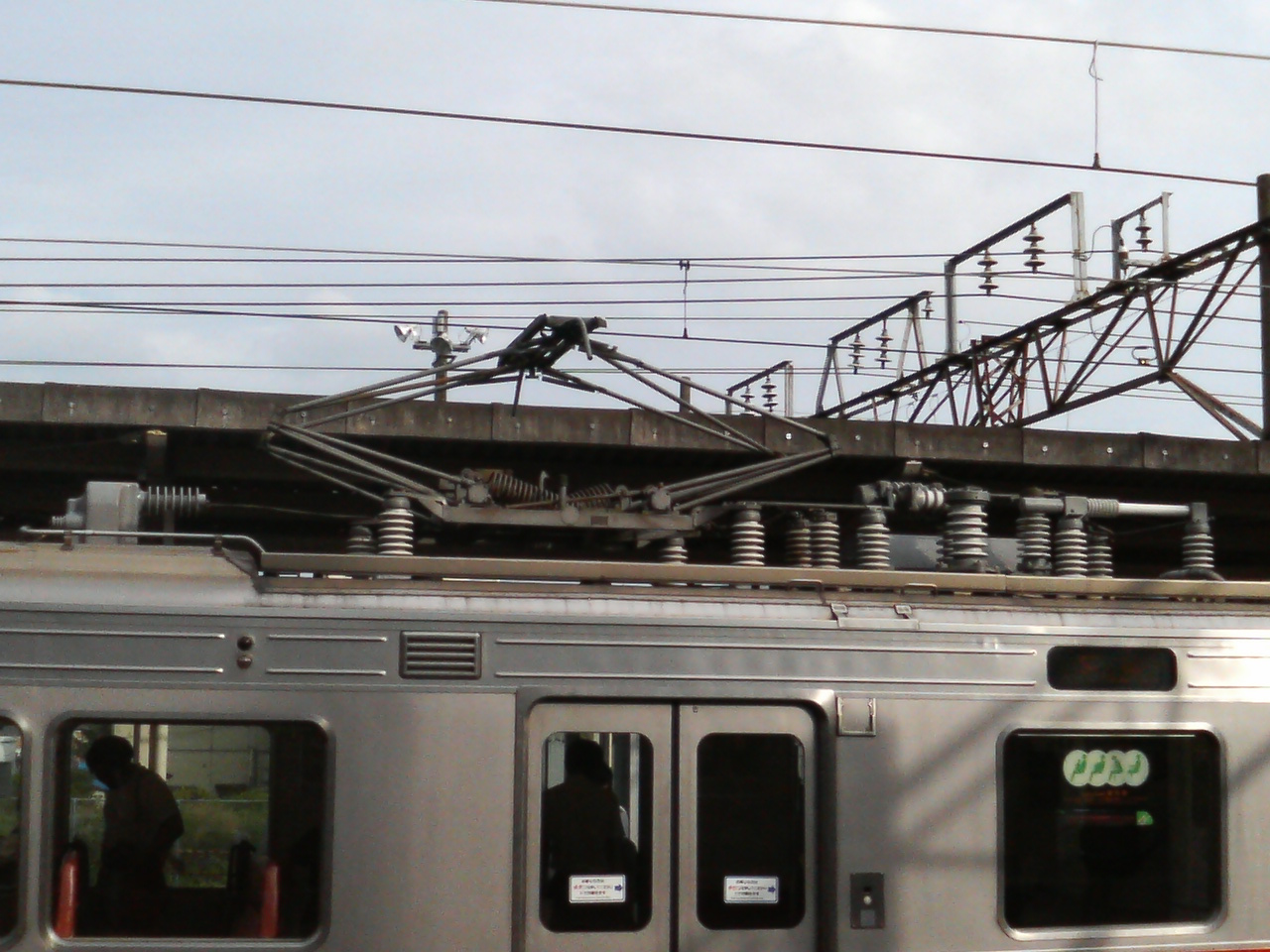
Pantographe type PS 16 sur une Série 719-0.

De plus, les ajouts et modifications d'équipement suivants ont été apportés après le début de l'exploitation :
- Sablières améliorées : en raison d'une série de cas de patinage et d'enrayage sur la section à forte pente entre Sakunami et Yamadera sur la ligne Senzan, les formations supplémentaires H-32 à H-42 ont été installées en 1991 et d'autres formations ont été équipées de modifications.
- les poignées de maintien ont été changées
- pantographe : les formations H-18, H-26 et H-28 ont été converties avec un pantographe à bras unique, et la jupe avant a été remplacée par un type aux performances de déneigement améliorées qui a la même forme que la série -5000.
- Sécurité : fin 2003, il a été converti aux ATS-P à l'usine de Koriyama (actuellement Koriyama General Vehicle Center) .
- Dispositif d'interdiction de passage en gare d'arrêt : installé sur les véhicules exploitant la ligne Senzan et la ligne Ban'etsu Ouest. L'appareil est installé à droite du conducteur, comme sur la série 205 de la ligne Senseki appartenant à la succursale Sendai Vehicle Center Miyagino. Affiche si le train s'arrête ou passe à l'approche d'une gare[Note 8]. La détection de l'emplacement du train utilise un capteur fixé au bogie pour compter la distance parcourue et dispose d'une fonction intégrée pour corriger manuellement les erreurs de détection de distance en cas de marche au ralenti du train.

Véhicules opérationnels Banetsu Ouest Line (formations H-10 - H-15) : Les bandes latérales sont rouges et noires, la façade n'a qu'une bande noire, et un autocollant d'Akabe, la vache-mascotte de la région d'Aizu (préfecture de Fukushima), est collé sur la façade, à travers la porte.

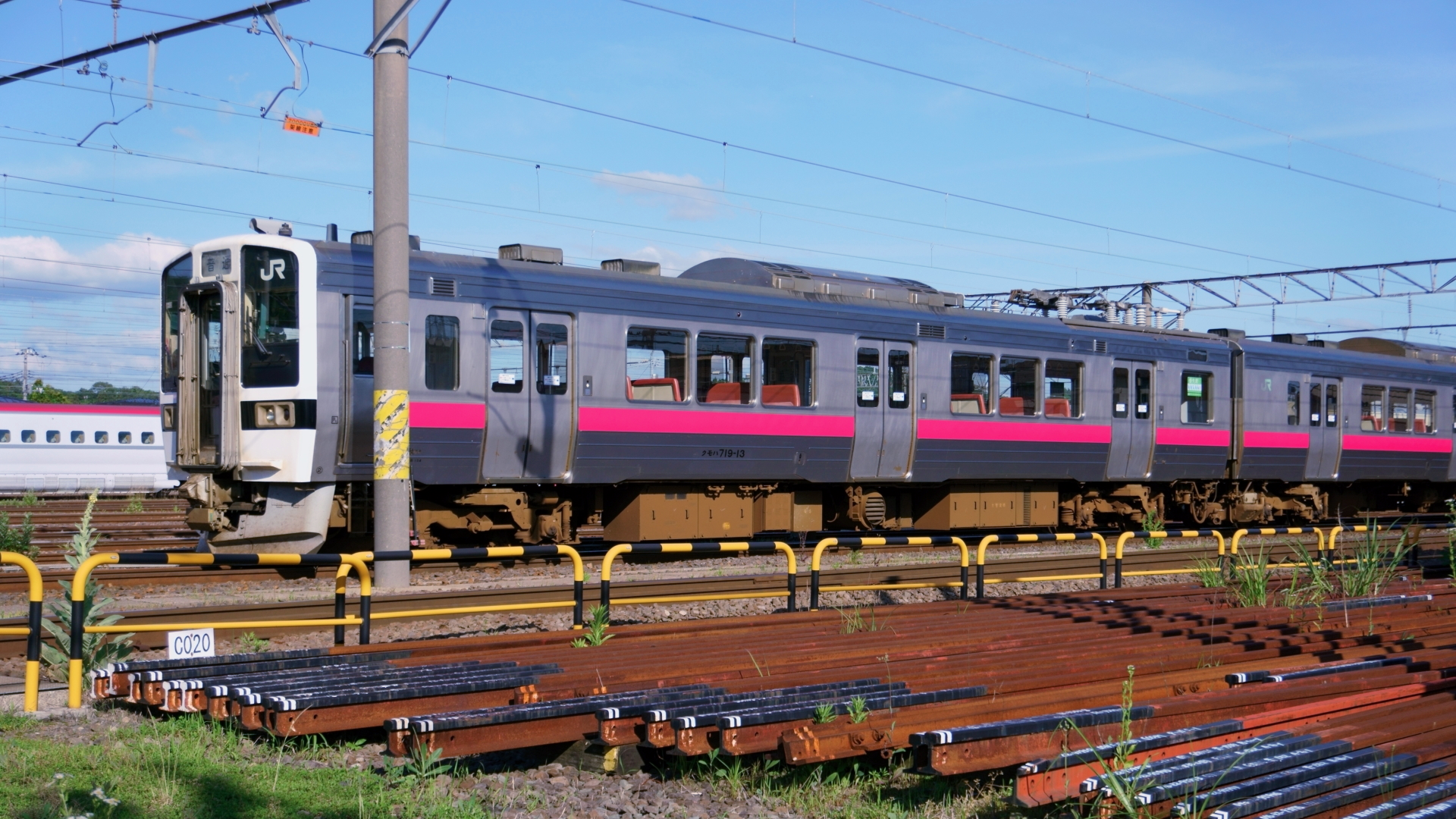
Serie 719 aux couleurs d'Akita.

Véhicule de transfert Akita (formation H-10/H-13) : Les bandes latérales ont été peintes de la même couleur magenta que la série 701 dans la région d'Akita. La ceinture noire sur le devant reste inchangée. Suppression de l'autocollant "Akabe". Arrêt de l'utilisation des machines d'affichage des numéros de train.

## Série 719- 5000
La section à écartement standard de la ligne principale Ōu (Fukushima- Shinjo communément appelée ligne Yamagata) est exploitées par les trains locaux et les mini shinkansen. La série 719-5000 est le premier train à écartement standard a vocation de ligne conventionnelle du groupe JR  . En 1991, un total de 24 voitures, donc 12 formations de deux voitures, ont été nouvellement fabriquées par Nippon Sharyo Manufacturing . Il a été placé au Yamagata Rolling Stock Center (actuellement Yamagata Shinkansen Rolling Stock Center) et a reçu les numéros de formation Y-1 à Y-12.
Il existe les différences suivantes par rapport à la série 719-0:

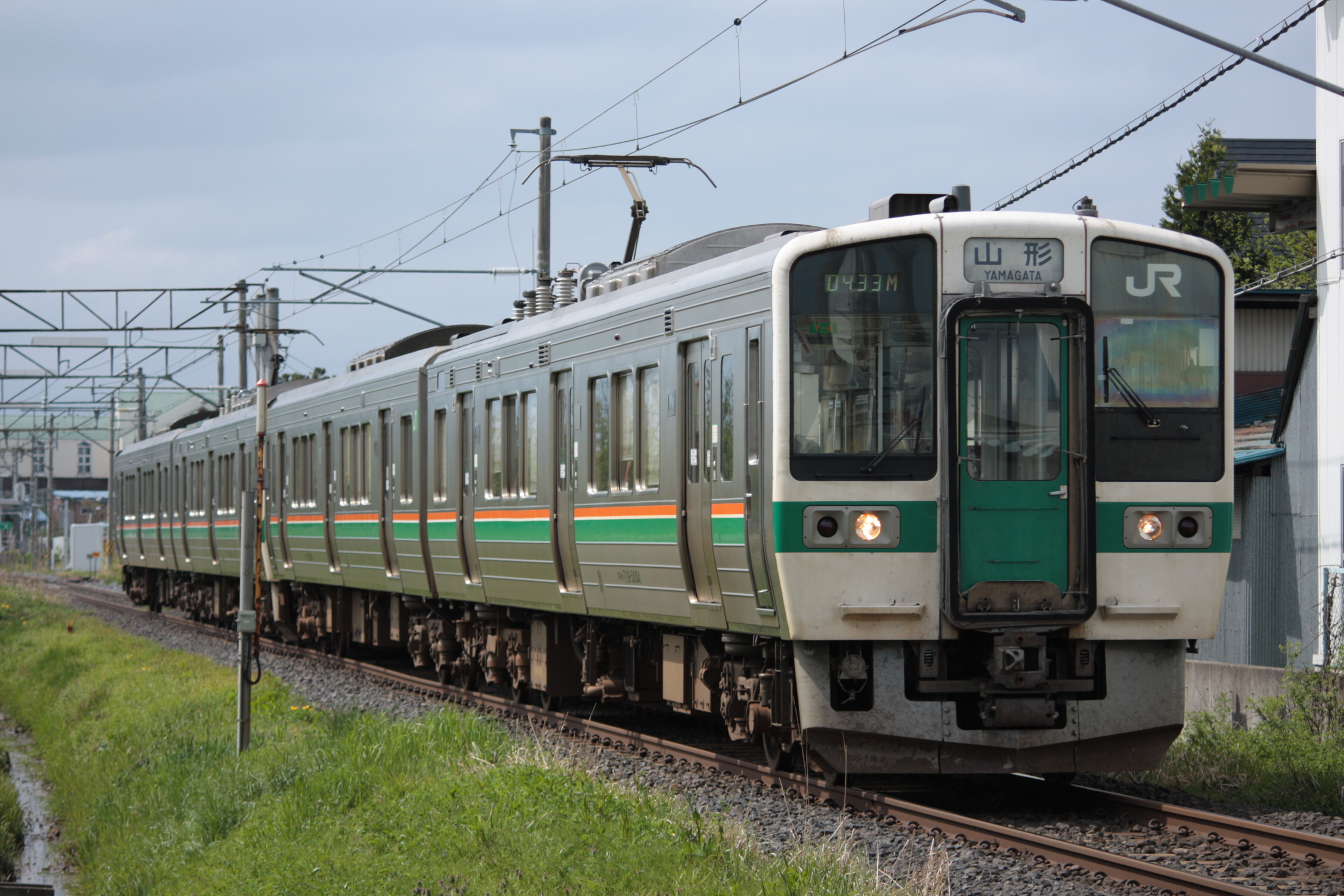
Une série 719-5000

-Equipé de bogies sans traversin à voie standard DT60 et TR245.
-Les marchepieds n'ont pas été installés .
-Les couleurs de la bande corporelle sont orange (couleur carthame) + blanc + vert n°15 à partir du haut .
-Equipé d' un dispositif d'arrêt d'urgence (EB) et d'un dispositif de protection d'urgence du train (TE).
-Le dispositif de sécurité est équipé d' ATS-P .
-Depuis 2002, le pantographe a été remplacé par un type à bras unique, la jupe a été modifiée pour adopter une forme qui améliore les performances de déneigement et les formations Y-1 à Y-6 ont été modifiées pour permettre une opération par une seule personne . Des équipements connexes tels qu'une boîte tarifaire , un affichage des tarifs , un émetteur de billets numérotés , un système d'annonce automatique et un carillon de porte ont été installés, et les sièges directement derrière les sièges du conducteur et du passager ont été retirés.
Pendant près de 30 ans, depuis sa fabrication, il a été utilisé au-dessus du col d'Itaya, ce qui nécessitait un usage intensif de freins (électriques et pneumatiques), et en conséquence, les pièces du dispositif de commande s'étaient considérablement détériorées, et il a été difficile de se procurer des pièces.

## Série 719-700 «Fruitia
Il s'agit d'un remodelage/rénovation effectué au Centre Général du Matériel Roulant de Koriyama en 2014 sur la formation H-27 de la série 719-0 afin de l'appliquer au train-restaurant « Fruitia Fukushima » , qui est un concept de « café courant »,. Il a commencé à fonctionner le 25 avril 2015, dans le cadre de la campagne de publicité pour Fukushima organisée en 2015 .

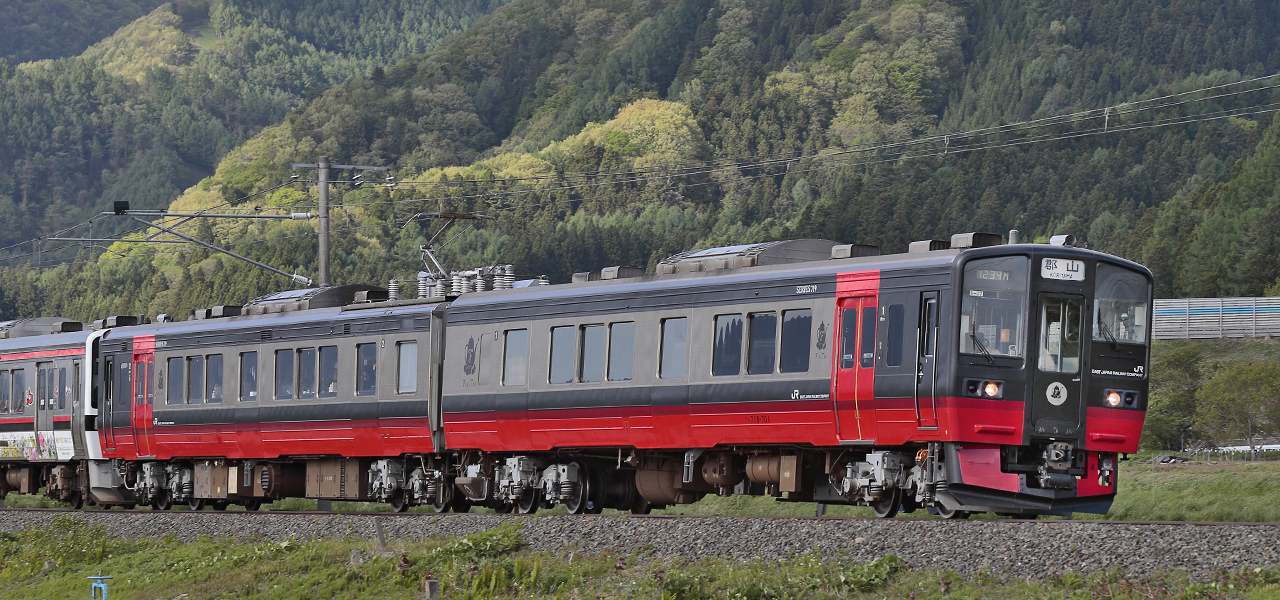
La voiture restaurant /Café Fruitia

Après la modification, il a continué à être situé au Sendai Vehicle Center, mais son numéro de formation a été changé en S-27. De plus, le code de type Kushi 718 , est le premier code de ce type utilisé pour les chemins de fer nationaux japonais (JNR et JR).
- formation initiale Kumoha 719-27 + Kuha 718-27 → Kumoha 719-701 + Kushi 718-701 formation transformée.
- Le service devrait prendre fin en décembre 2023 en raison du vieillissement des véhicules [8]

### Détails de construction
Carrosserie du véhicule
- Changement de la livrée.

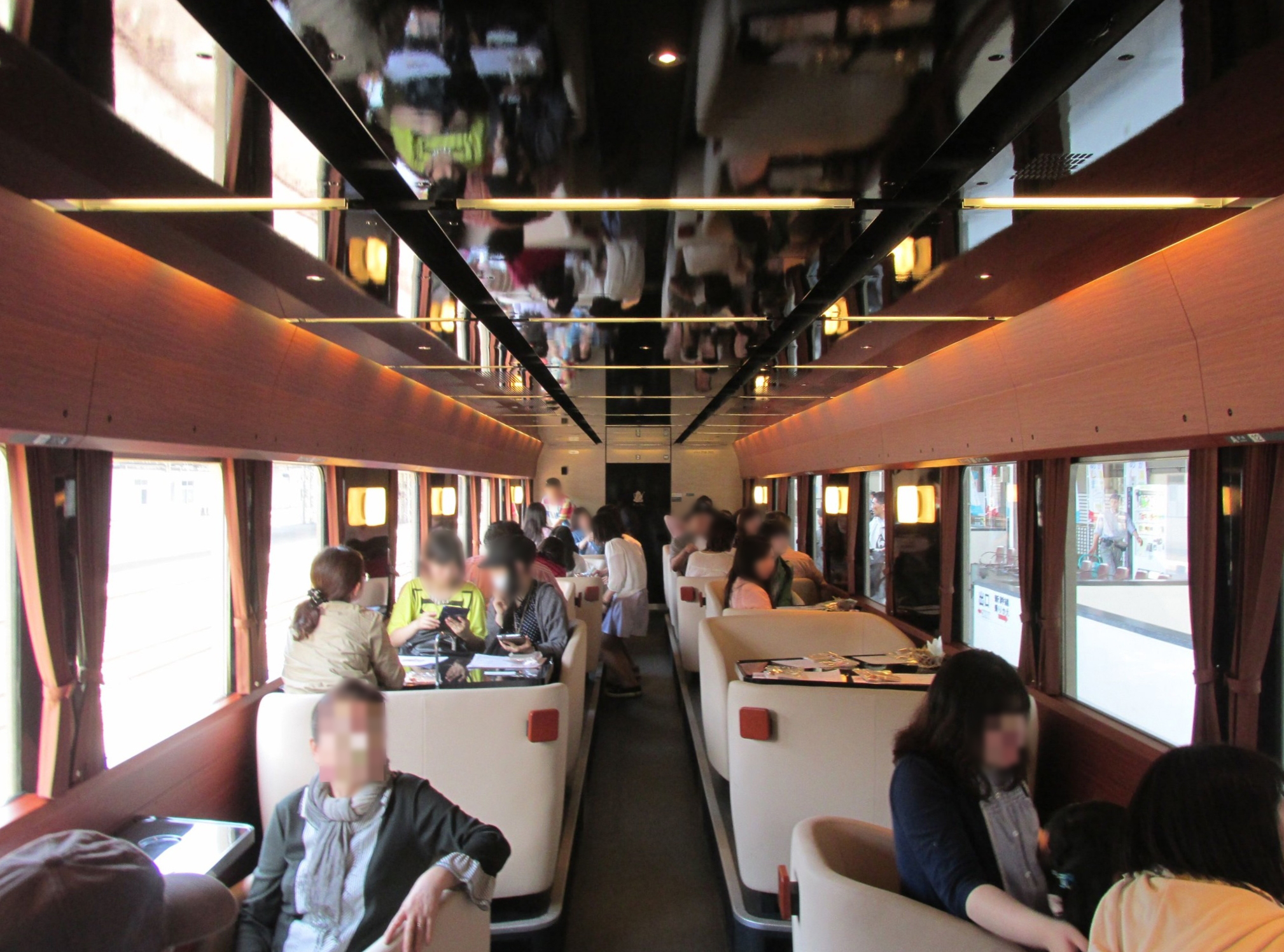
A l'interieur de la motrice

- Sur les trois portes passagers latérales initiales, toutes sauf celle près de la cabine de conduite sont comblées. De plus, des mesures ont été prises pour empêcher la neige de pénétrer par les interstices.
- Le pantographe de type PS16 a été remplacé par un pantographe à un seul bras.
- La forme du châssis a été modifiée en raison de la suppression du marchepied de porte en retrait de la porte passager  .

À l'intérieur de la voiture
- Le design intérieur a été modifié pour adopter un design basé sur l'architecture moderne des époques Meiji et Taishō et sur la texture des laques d'Aizu .

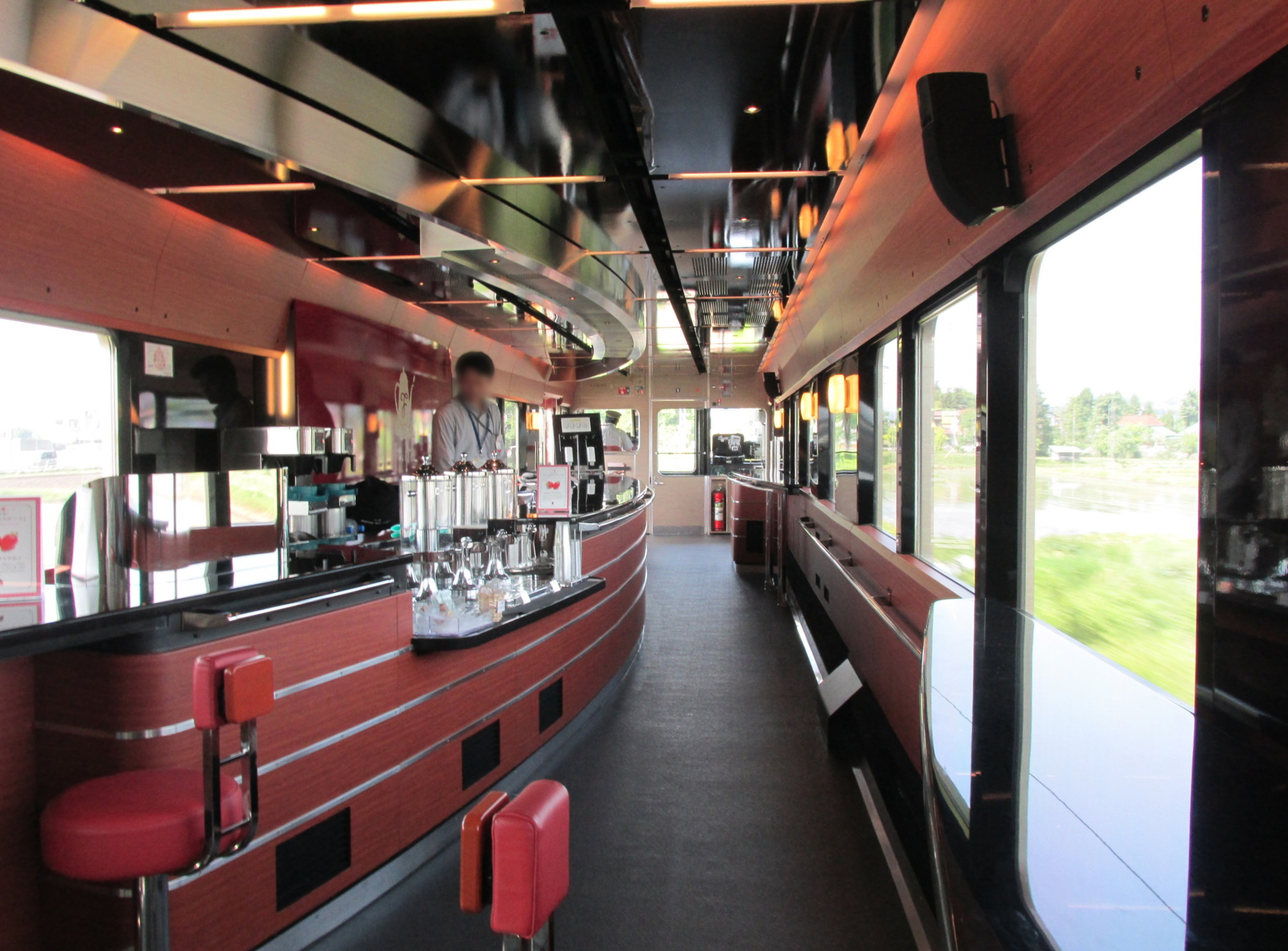
Interieur de la voiture Kushi (voiture café)

Kumoha 719-701 (motrice Mc) a subi les modifications de spécifications suivantes :
- La capacité d'accueil a été portée à 36 personnes avec 6 paires de sièges avec loge pour 4 personnes, 4 paires de sièges avec loges pour 2 personnes et 4 paires de sièges avec loges pour 1 personne.
- Un espace de stockage des bagages est installé à l'arrière de la cabine équipage.
- Un espace libre et une banquette sont installés à l'arrière de la voiture.
- Adopte un éclairage LED qui réduit la consommation d'énergie d'environ 30 % .

Kushi 718-701 (voiture de comptoir de café TDC) a subi les modifications de spécifications suivantes : 
- Un comptoir de café avec un dessus en marbre artificiel est installé sur le côté gauche du véhicule.
- Il y a 6 sièges de comptoir.
- L'éclairage indirect et les downlights(LeD) sont utilisés pour l'éclairage intérieur.
- Les toilettes ont été remplacées par des toilettes de style occidental avec un siège de bidet à eau chaude, et une nouvelle salle d'eau a été installée.

## Opérations

### Serie -0
Fin de l'exploitation régulière en raison de la révision des horaires le 14 mars 2020.

#### Passé
- ligne principale Tōhoku : Kuroiso - Sendai - Ichinoseki - Hiraizumi

La section Kuroiso-Ichinoseki était exploitée régulièrement ,car elle se trouvait dans le rayon d'action des trains locaux exploités par les véhicules de la succursale de Sendai (actuellement le siège de Tohoku). Dans la zone de l'embranchement de Morioka, au nord d'Ichinoseki, des fonds ont été alloués à des trains spéciaux pour le festival printanier de Fujiwara organisé à Hiraizumi-cho , Nishi-Iwai-gun, préfecture d'Iwate au début des années 1990  .
En plus des trains locaux, il a également été utilisé pour le train rapide Sendai City Rabbit .
L'utilisation des trains locaux sur la ligne principale du Tohoku a pris fin avec la révision des horaires du 17 mars 2018, mais elle fut ensuite utilisée pour les trains qui se connectent directement à la ligne Jōban. Cela a également pris fin avec la révision des horaires le 14 mars 2020, de sorte que l'exploitation régulière de toutes les séries 719 sur la ligne principale Tōhoku et la ligne Jōban a cessé.
- '''Ligne Senzan''' : Sendai - Yamagata

En raison de la révision des horaires du 16 mars 2013, elle a été remplacée par la série E721.
- Ligne Banetsu Ouest : Koriyama - Aizuwakamatsu - Kitakata
  - En raison de la révision des horaires du 4 mars 2017, les trains entre Aizuwakamatsu et la gare de Kitakata ont été remplacés par la série E721.
  - Jusqu'en 2018, les fonds étaient destinés à l'exploitation de trains rapides (3 allers-retours) du « Fruitia Fukushima », mais les fonds ont été interrompus car « Fruitia Fukushima » a commencé à fonctionner indépendamment de l'horaire de 2019.
  - Depuis juin 2019, en raison d'une pénurie de véhicules de la série E721, les formations H-4 et H-15 appartenant au Sendai Rolling Stock Center fonctionnent en remplacement des trains rapides réguliers[9].

- Ligne principale Ōu Inai - Oiwake

La série 719-0 a été utilisée pour l'exploitation des trains locaux à partir du 28 juillet 2017.
- Ligne Jōban : Namie - Iwanuma - Sendai

Le 17 mars 2012, en raison de la révision des horaires, la série E721, plus efficace dans les pentes, a été concentrée sur la ligne Senzan.La serie 719 a exploité des trains locaux entre Watari et Sendai (après restauration partielle, Hamayoshida), et entre Soma et Hamayoshida, après restauration, il s'étendait jusqu'à Yamashita). Cependant, en raison de la révision du calendrier du 4 mars 2017, l'attribution a pris fin.
Après la révision des horaires du 17 mars 2018, il a été exploité comme service temporaire jusqu'à ce que l'ensemble de la ligne Joban soit restauré, et a été utilisé comme train local aller-retour entre Namie et Haranomachi  . Le train direct de la ligne principale du Tohoku, qui servait également de train d'entrée/sortie pour l'exploitation entre Namie et Haranomachi, effectuait un aller-retour entre Namie et Sendai.
En raison de la révision des horaires le 14 mars 2020, avec la restauration de l'ensemble de la ligne Joban, l'exploitation a été divisée en série E531 , séries 701 et séries E721 à la gare de Haranomachi, et l'utilisation de ce type 719 a pris fin.

### Serie -5000

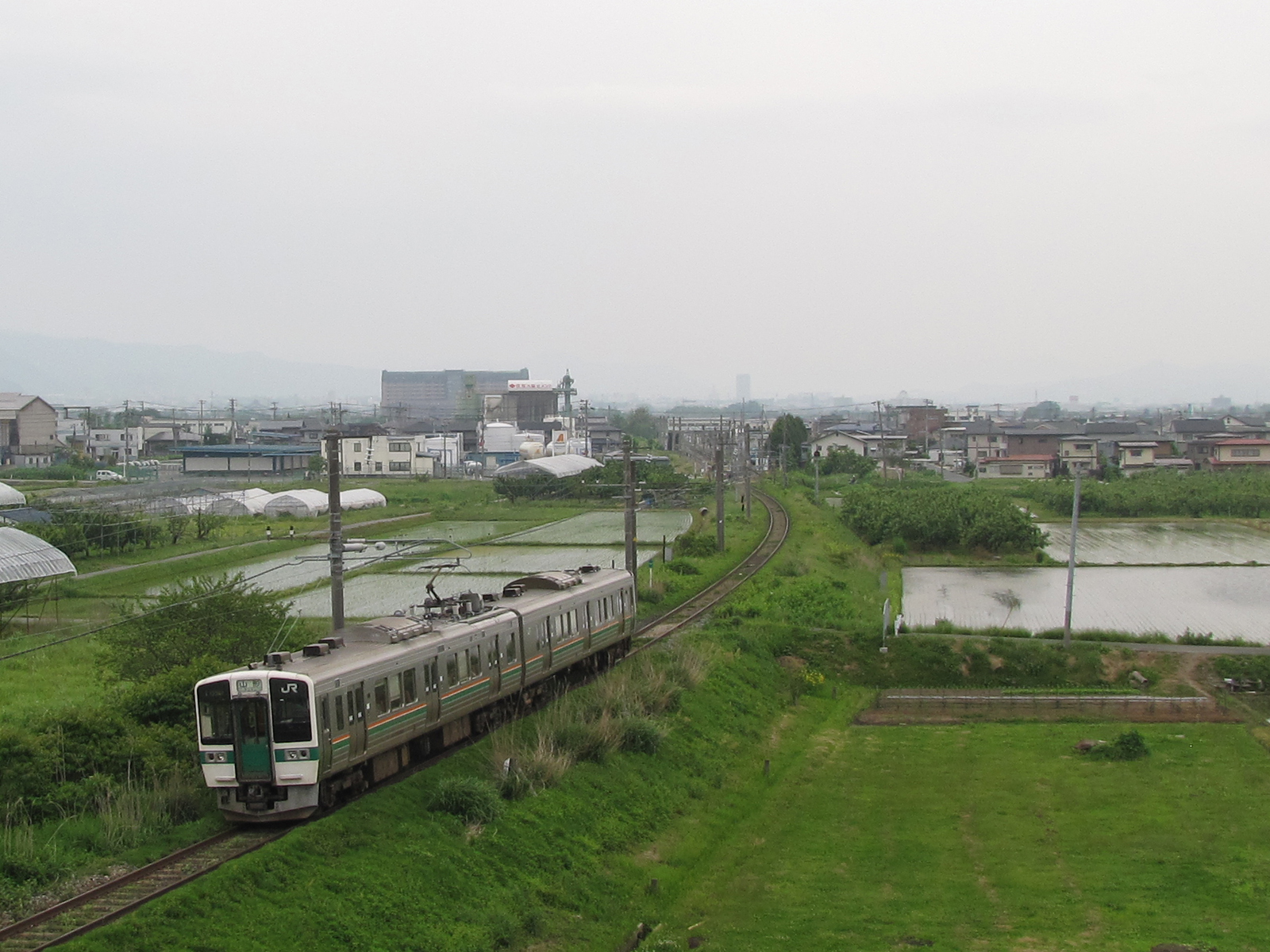
Serie 719-5000 sur la ligne yamagata

- Ligne Yamagata (ou ligne principale) : Fukushima - Shinjo

Convient à l'exploitation des trains locaux. Tous les trains locaux entre Fukushima et Yonezawa, où se trouve le col Itaya , circulent avec cette série.

### Serie -700

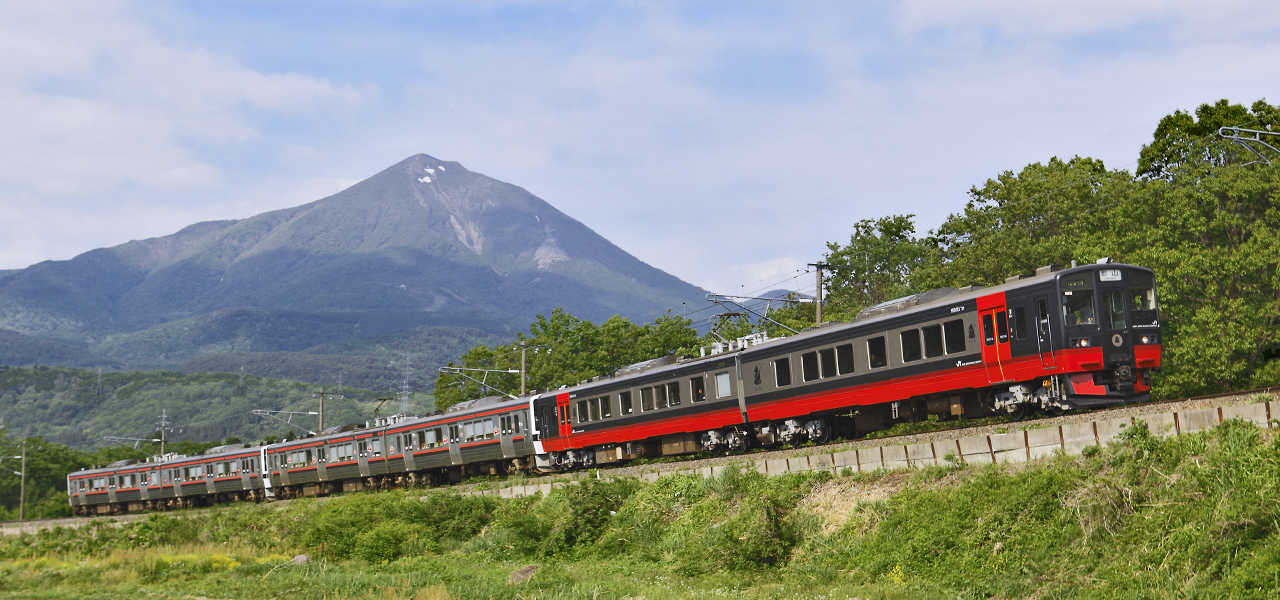
UM3 de Serie 719 dont le Fruitia sur la ligne Ban'etsu ouest

- Ligne Banetsu Ouest : Koriyama - Aizuwakamatsu  - Kitakata

Fruitia Fukushima n°1 - n°4 : principalement lié au train rapide régulier de la série 0 du printemps à l'automne, fonctionne une fois le matin et une fois l'après-midi.
À partir du 6 avril 2019, le service sera étendu à Kitakata. Fruitia fonctionnera de manière indépendante et n'effectuera qu'un seul aller-retour.
- Ligne principale Tōhoku : Koriyama - Sendai

Fruitia Fukushima n°91 et n°92 : Fonctionne comme un train spécial principalement en hiver, le matin depuis Koriyama et l'après-midi depuis Sendai
- 'Ligne Joban' : Haranomachi - Sendai

Occasionnellement

## Galerie photos

### Extérieur

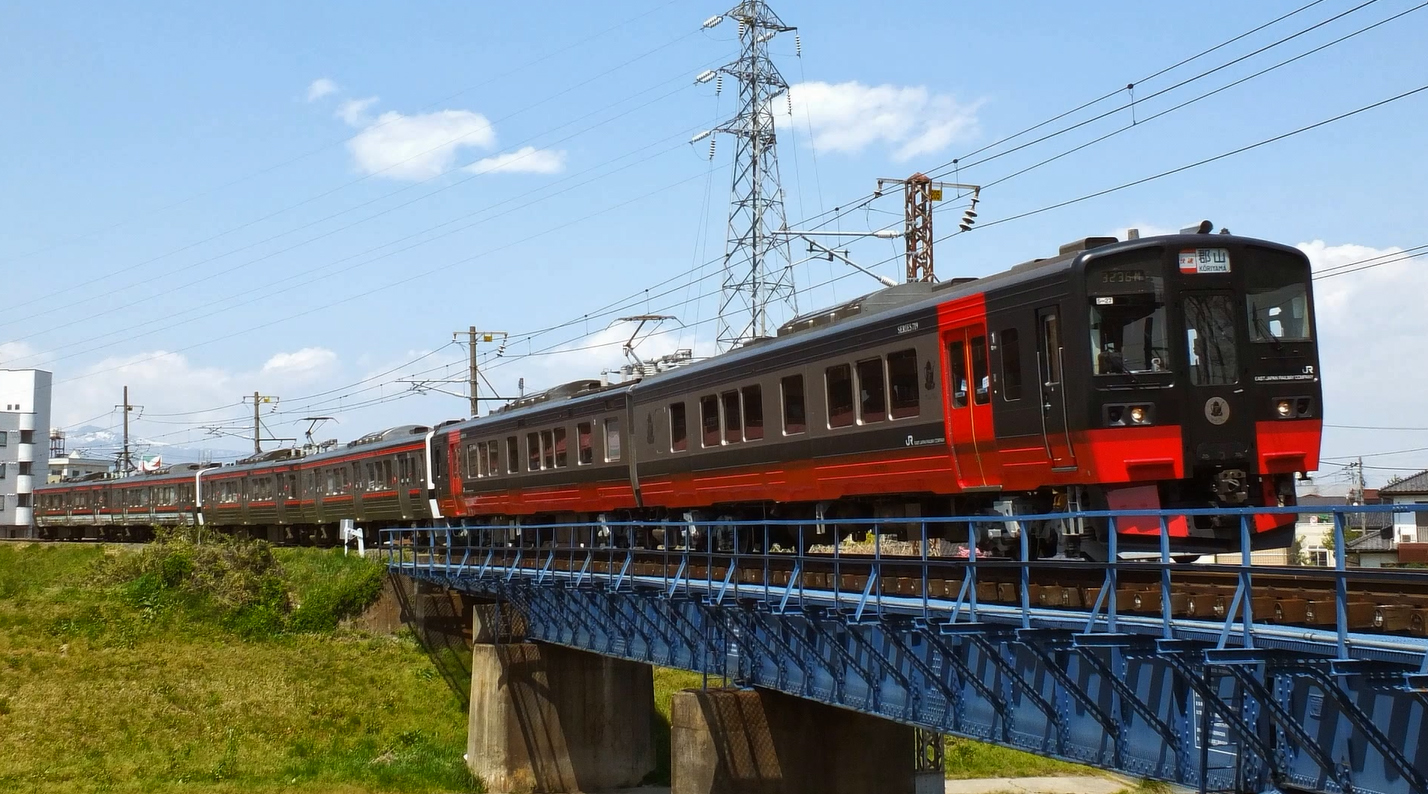
719-700 Fruitea
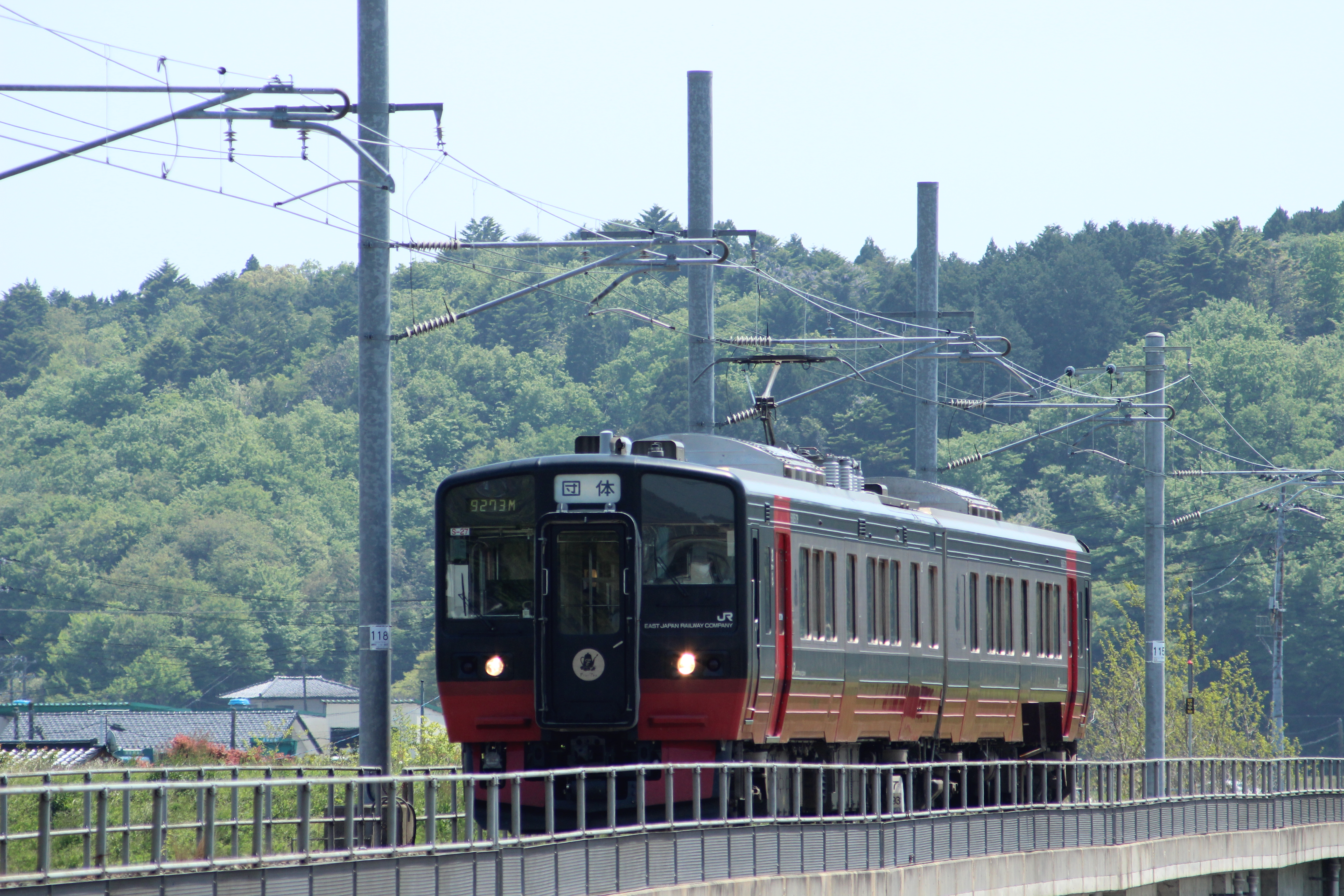
719-700 Frutia sur la ligne Jōban
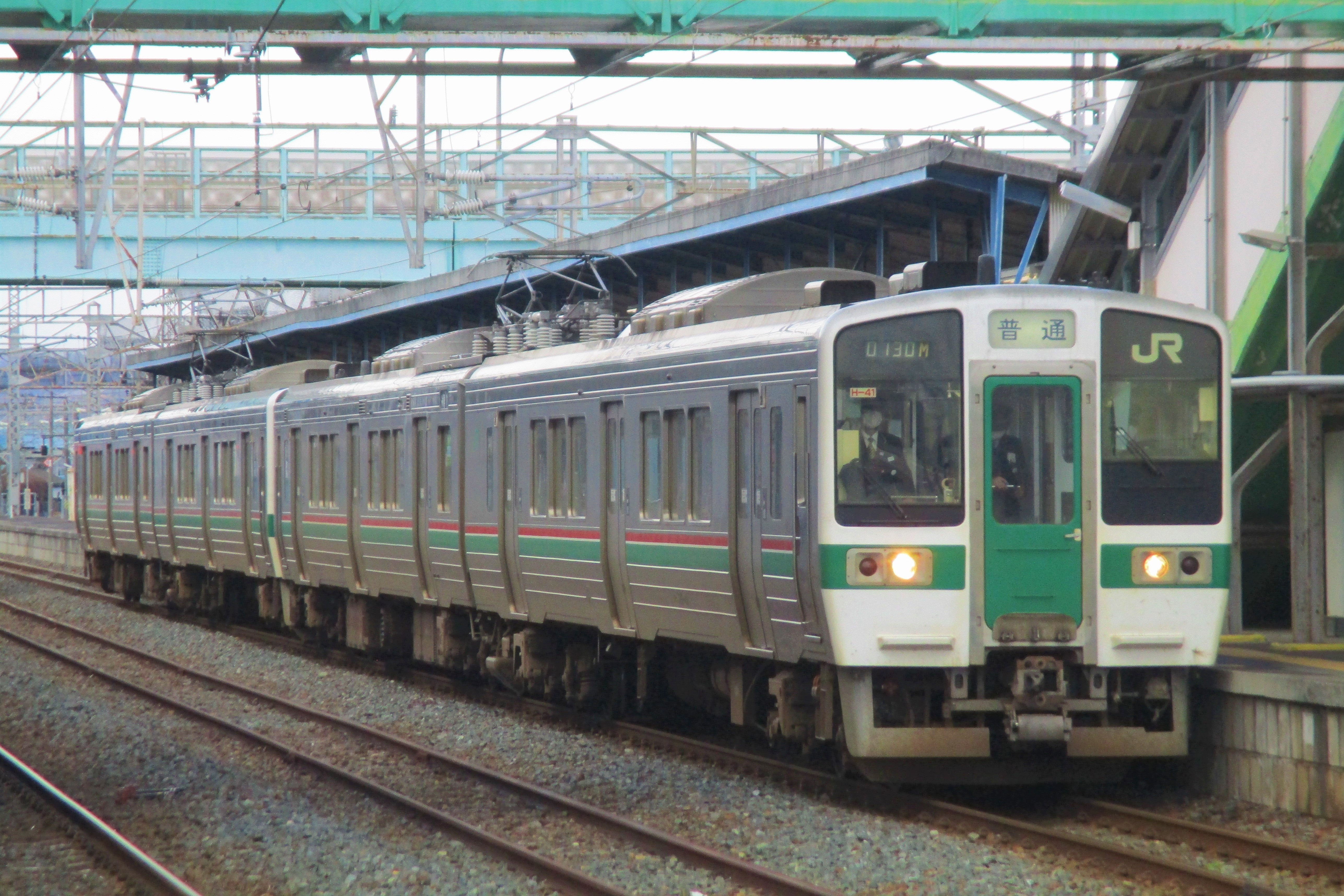
UM2 de Serie 719-0 (Haranomachi)
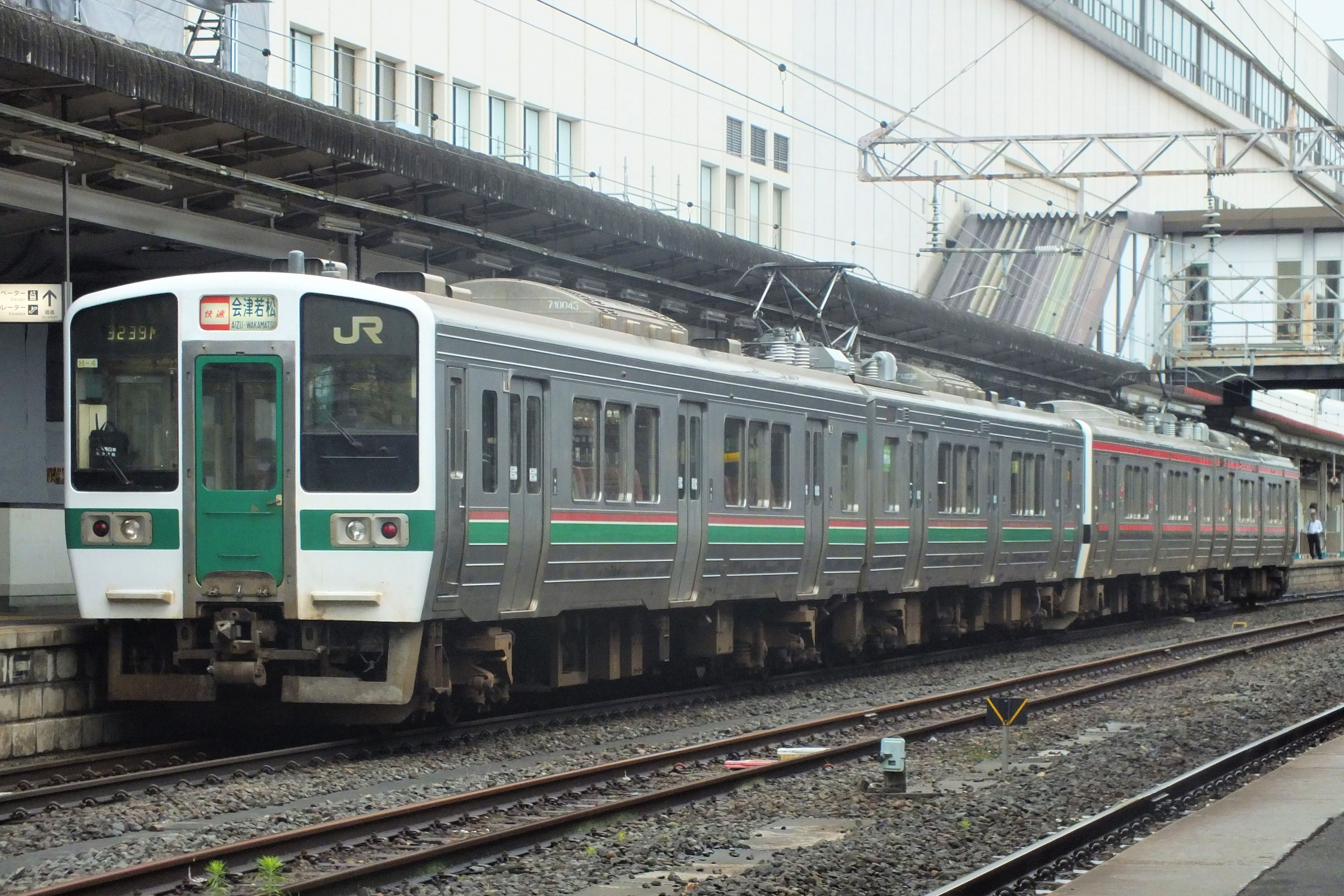
Rame rénovée et non rénovée en UM2
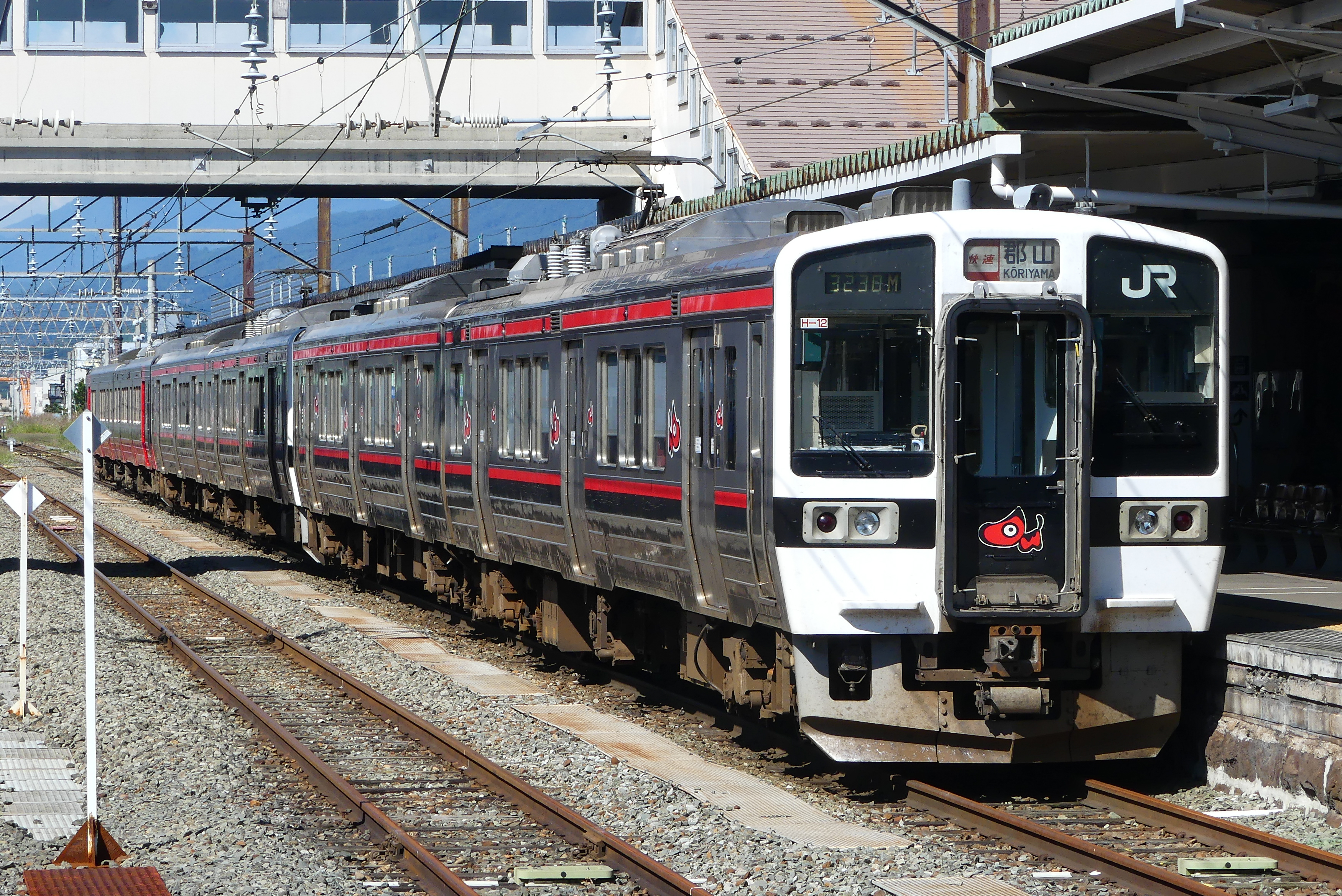
Livrée originelle
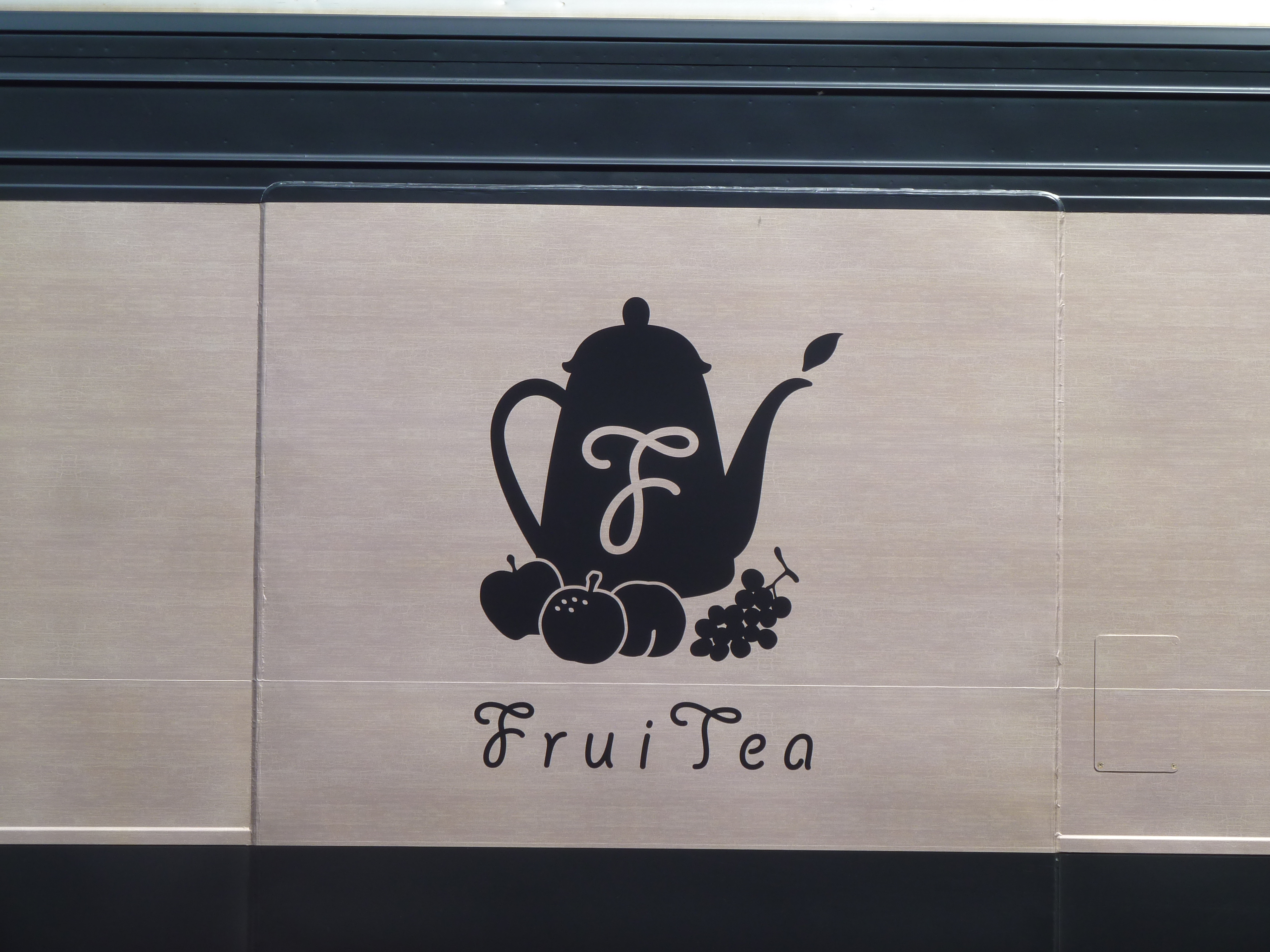
Logo Fruitea

### Intérieur

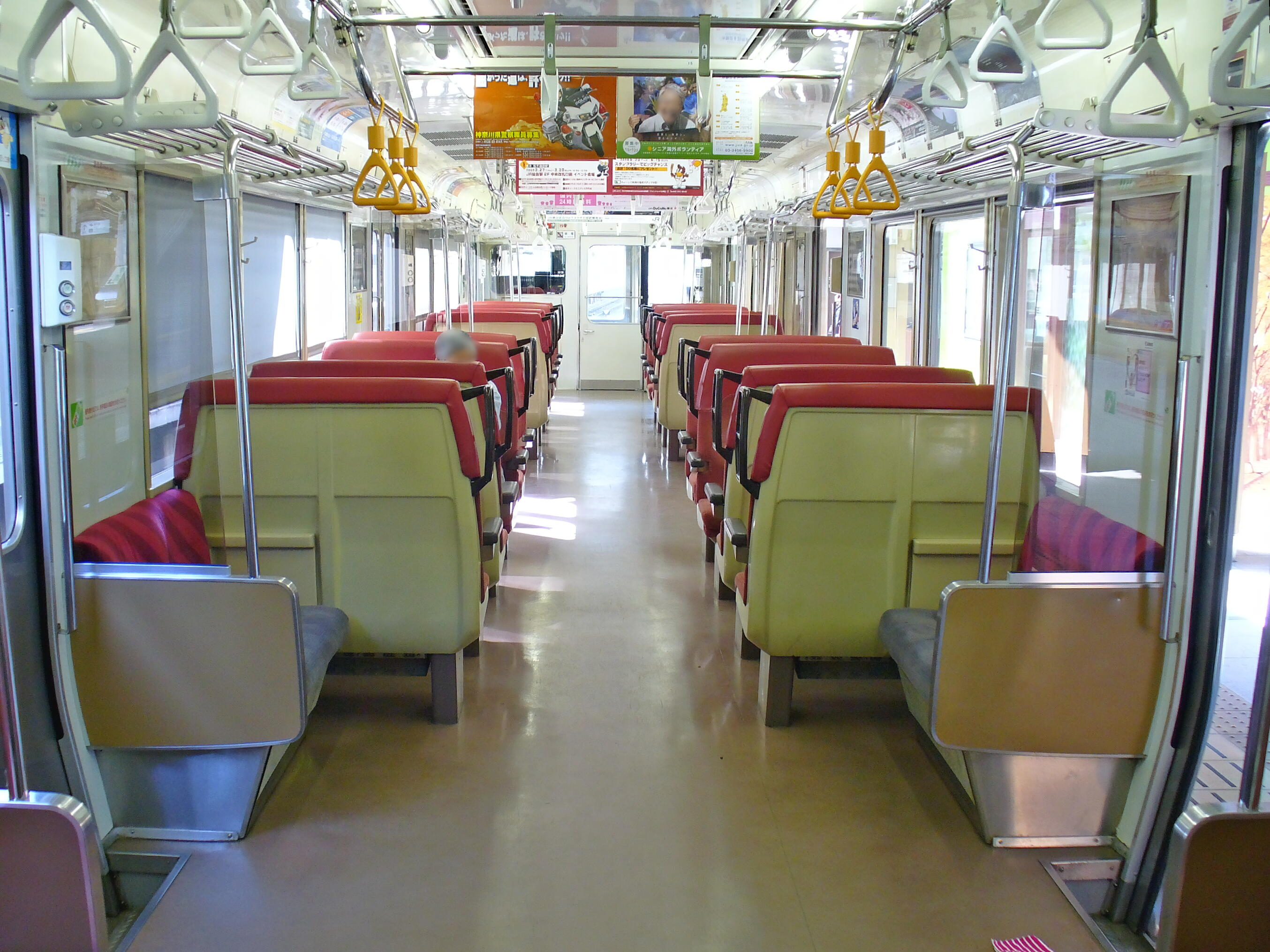
Interieur serie 719-0
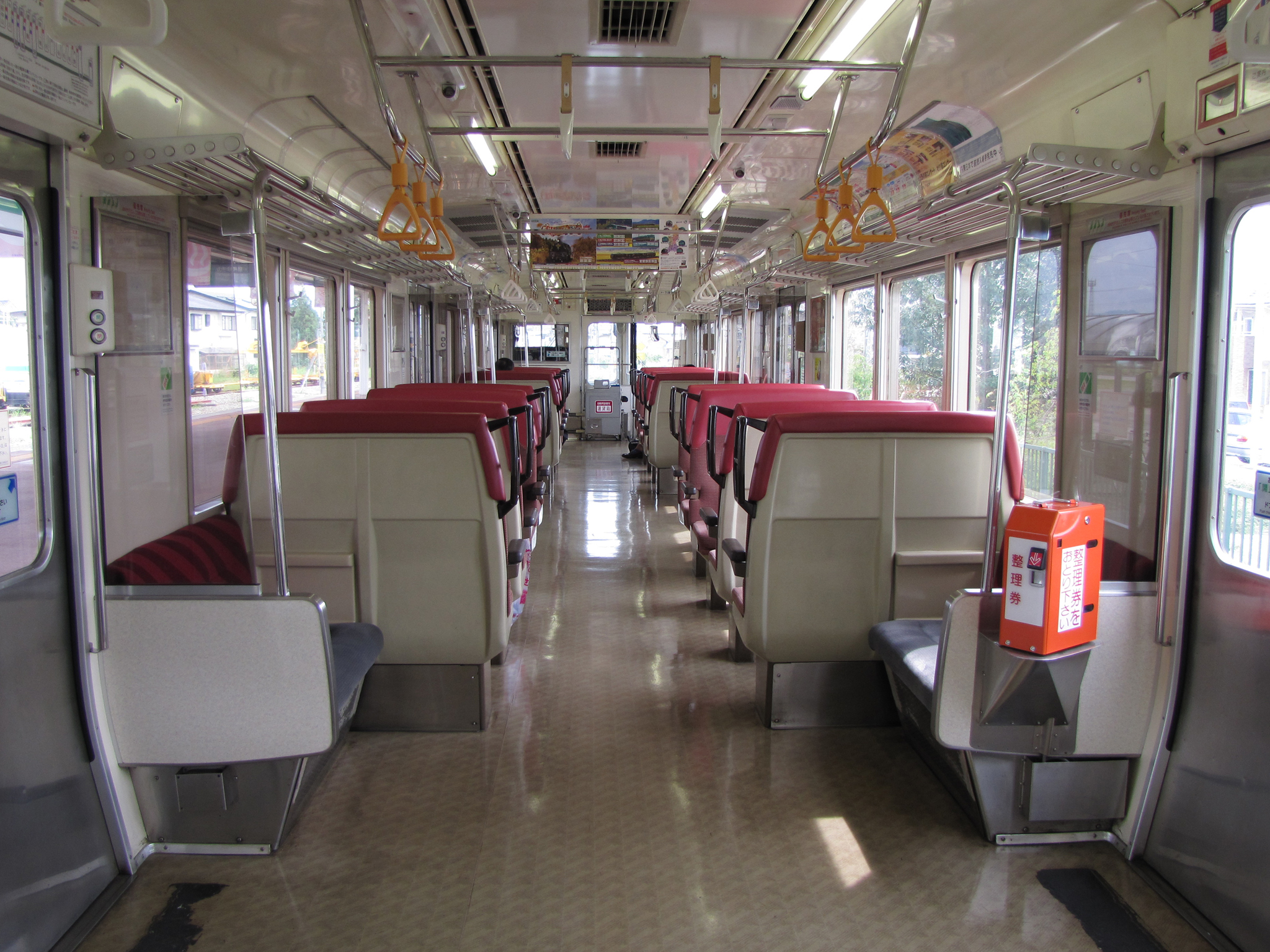
Interieur serie 719-5000
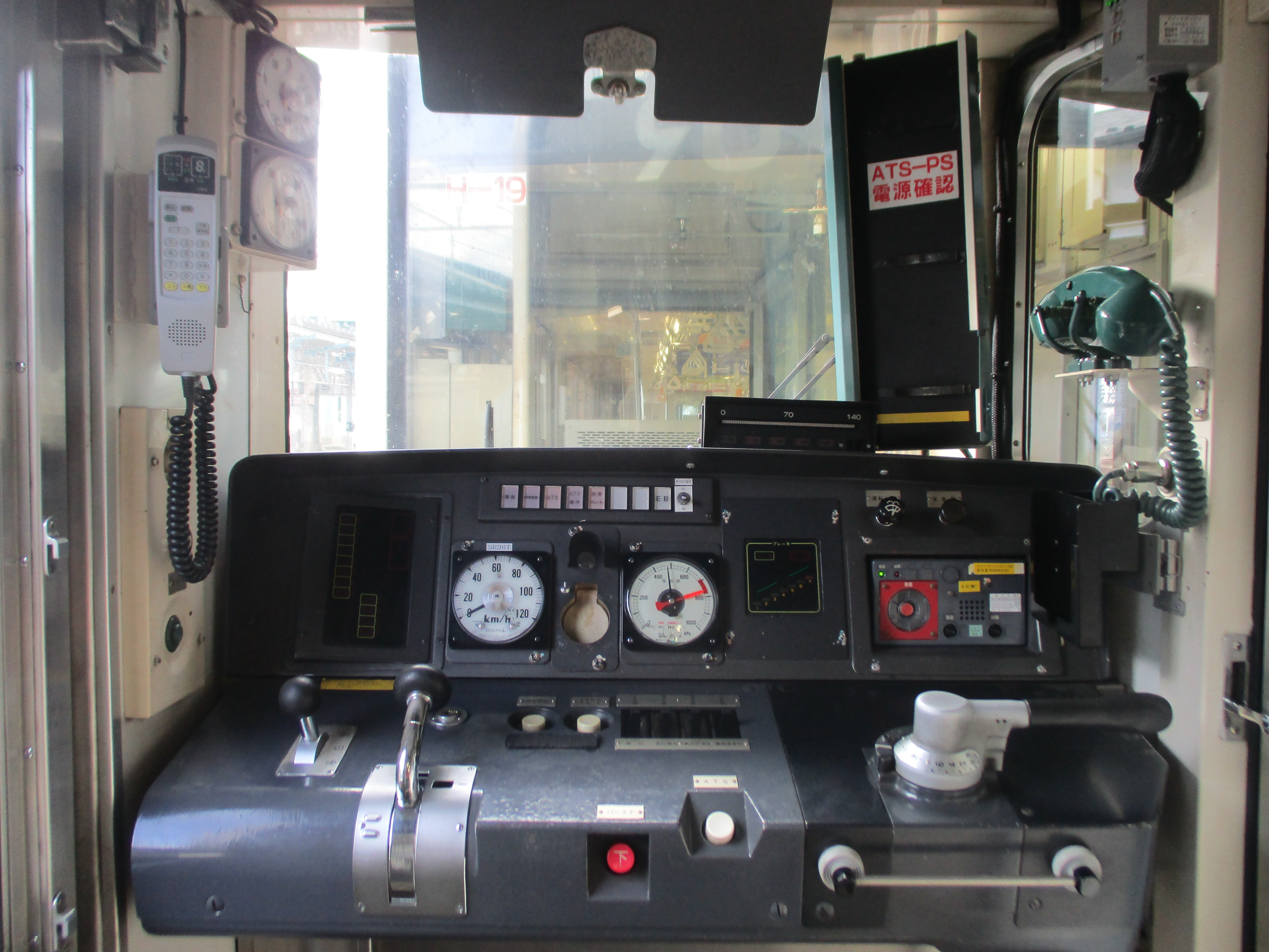
Cabine de conduite